# Гроскротценбург
Гроскротценбург (нім. Großkrotzenburg) — сільська громада в Німеччині, знаходиться в землі Гессен. Підпорядковується адміністративному округу Дармштадт. Входить до складу району Майн-Кінціг.
Площа — 7,45 км2. Населення становить 7548 ос. (станом на 31 грудня 2020).